# Халіджі
Халіджі́ (араб. خليجي), Khaleegy, Khaliji «затока; затоковий; той, що з затоки») — фольклорний стиль музики і танцю арабів Саудівської Аравії і країн Перської затоки (Бахрейн, Кувейт, Оман, Катар, ОАЕ). 
Халіджі характеризується значним супроводженням гри на місцевих барабанах табл (tabl) і на уді (oud).
Халіджі танцюють жінки, зазвичай в групах. Публічно танець виконується рідко через релігійні міркування.
У костюмя балахан.
|  | Це незавершена стаття про танець. Ви можете допомогти проєкту, виправивши або дописавши її. |